# France II
France II var en femmastad bark, det näst största segelfartyg som någonsin byggts och det med störst lastkapaciteten någonsin, sjösatt 1911 och upphuggen 1922.
France II byggdes för Société Anonyme des Navires Mixtes och sjösattes i Bordeaux 9 november 1911 vid varvet Chantiers de la Gironde. Med en dräktighet av 5.806 bruttoregisterton hade hon den största lastkapaciteten någonsin, endast den tyska barken R. C. Rickmers, den amerikanska slätskonaren Thomas W. Lawson och den femmastade fullriggaren Preussen kom att byggas med en lastkapacitet över 5.000 bruttoregisterton. Fartyget är byggt helt i stål, var 126 meter långt, en största bredd av 16,9 meter och ett djupgående vid last om 7,65 meter. Hon hade fyra råriggade master utan något över bramseglet och riggen kallades därför stympad bramrigg. Längst bak fans en kortare mesanmast. Master och rår hade en vikt av 258 ton och rigg med block en vikt av 198 ton. Utöver seglen utrustades hon med ett hjälpmaskineri om två dieselmotorer om vardera 900 hästkrafter. Dieselmotorerna var dock inte tillförlitliga och gav begränsad kraft, och 1919 monterades de bort. Hon hade dock även en elgenerator för drift av radio och elektrisk belysning, ångmaskiner för att driva länspumparna och motorer för ankarspelet. Hennes besättning bestod av 45 man. Förutom lastutrymmen fanns även passagerarutrymmen med sex förstaklasshytter.
France II gick på sin jungfruresa i slutet av 1913, först till Glasgow att lasta kol, därefter till Nya Kaledonien där hon lastade med nickelmalm för återresan. Hon återvände via Kap Horn där hon drabbades av en storm men red ut den och återvände till Glasgow 3 augusti 1914. Under första världskriget bestyckades hon med två 90 mm kanoner för att kunna försvara sig mot raidfartyg. Hon besköts vid ett tillfälle av en ubåt men lyckades undkomma. France II såldes 1916 av Société Anonyme des Navires Mixtes till Compagnie Française de Marine et Commerse. Efter försäljningen gick hon med blandad last till Sydamerika och Australien samt på Nya Kaledonien för att lasta nickelmalm. Hon hade då Dakar som hemmahamn för att lättare kunna undvika ubåtar. 1919 återvände hon till Frankrike och hennes maskineri monterades av. Under en transportresa natten mellan 11 och 12 juli 1922 hamnade hon i stiltje utanför Nya Kaledoniens kust och drev upp på ett korallrev. Det hade gått att rädda fartyget, men den rådande lågkonjunkturen och försämrad ekonomi för de stora segelfartygen gjorde att man valde att hugga upp henne på plats.